# Erwin Kreetz
Erwin Kreetz (* 9. Dezember 1919 in Swinemünde; † 17. April 1945 in Steinheim an der Murr) war ein Soldat der deutschen Wehrmacht, der wenige Tage vor Ende des Zweiten Weltkriegs als Deserteur hingerichtet wurde.

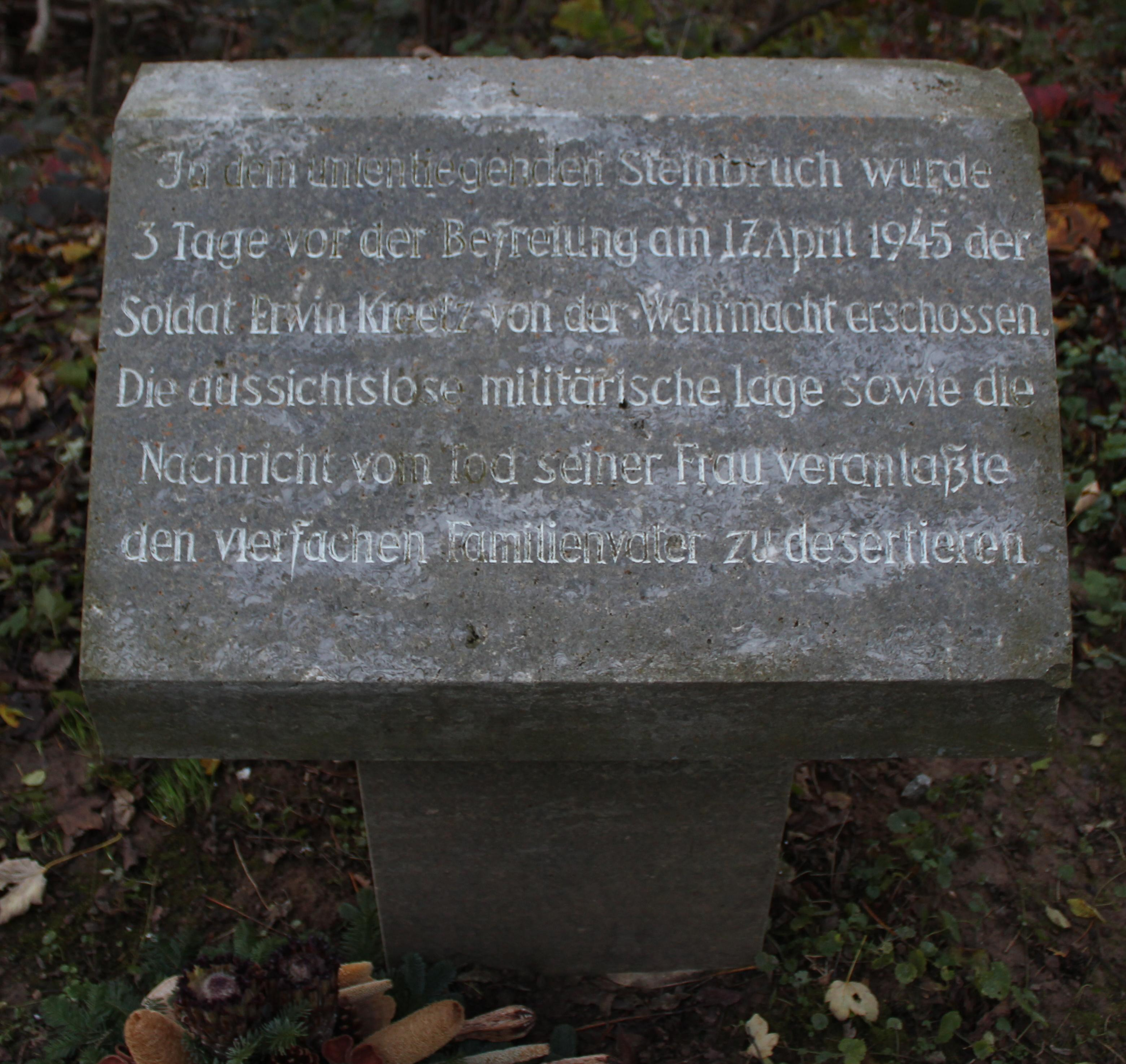
Gedenktafel für Erwin Kreetz am Ort seiner Exekution

## Familie
Erwin Kreetz war verheiratet und hatte vier Kinder, die während des Zweiten Weltkriegs zusammen mit seiner Ehefrau in Berlin lebten.

## Zweiter Weltkrieg

### Strafgefangenenkompanie
Am 1. Mai 1944 wurde Erwin Kreetz strafweise in eine Feldstrafgefangenenkompanie abkommandiert. Anschließend gehörte er der 3. Flak-Ersatzabteilung 7 der 559. Volksgrenadier-Division unter dem Kommando von Generalmajor Kurt Adolf Eduard von Mühlen an und war Maschinengewehrschütze. Im April 1945 lag Erwin Kreetz am Frontabschnitt bei Flein.

### Desertion
Wenige Tage bevor er sich von der Truppe entfernte, erhielt er über das Deutsche Rote Kreuz die Nachricht, dass seine Ehefrau bei einem Bombenangriff auf Berlin ums Leben gekommen war. Dieses Ereignis gilt als auslösendes Element für seine Desertion.
Beim Rückzug der Division wurde Erwin Kreetz entweder am 14. oder 15. April 1945 wenige Hundert Meter hinter der Front durch Divisionskommandeur von Mühlen verhaftet und anschließend von Feldjägern nach Kleinbottwar gebracht, wo er im dortigen Rathaus durch den Feldgendarmen Karl Mu. bis zur Aburteilung bewacht wurde. (In der angegebenen Quelle wird durchgängig der Name Kurt-Hermann von Mühlen statt Kurt Adolf Eduard von Mühlen verwendet.)

### Gerichtsverfahren
Am 16. April 1945 fand die Verhandlung als Standgericht oder Kriegsgericht im Kleinbottwarer Gasthaus Sommer statt. Das Verfahren endet mit einem Todesurteil.
Ein von Erwin Kreetz gestelltes Gnadengesuch wurde von Generalmajor von Mühlen abgelehnt.

### Exekution

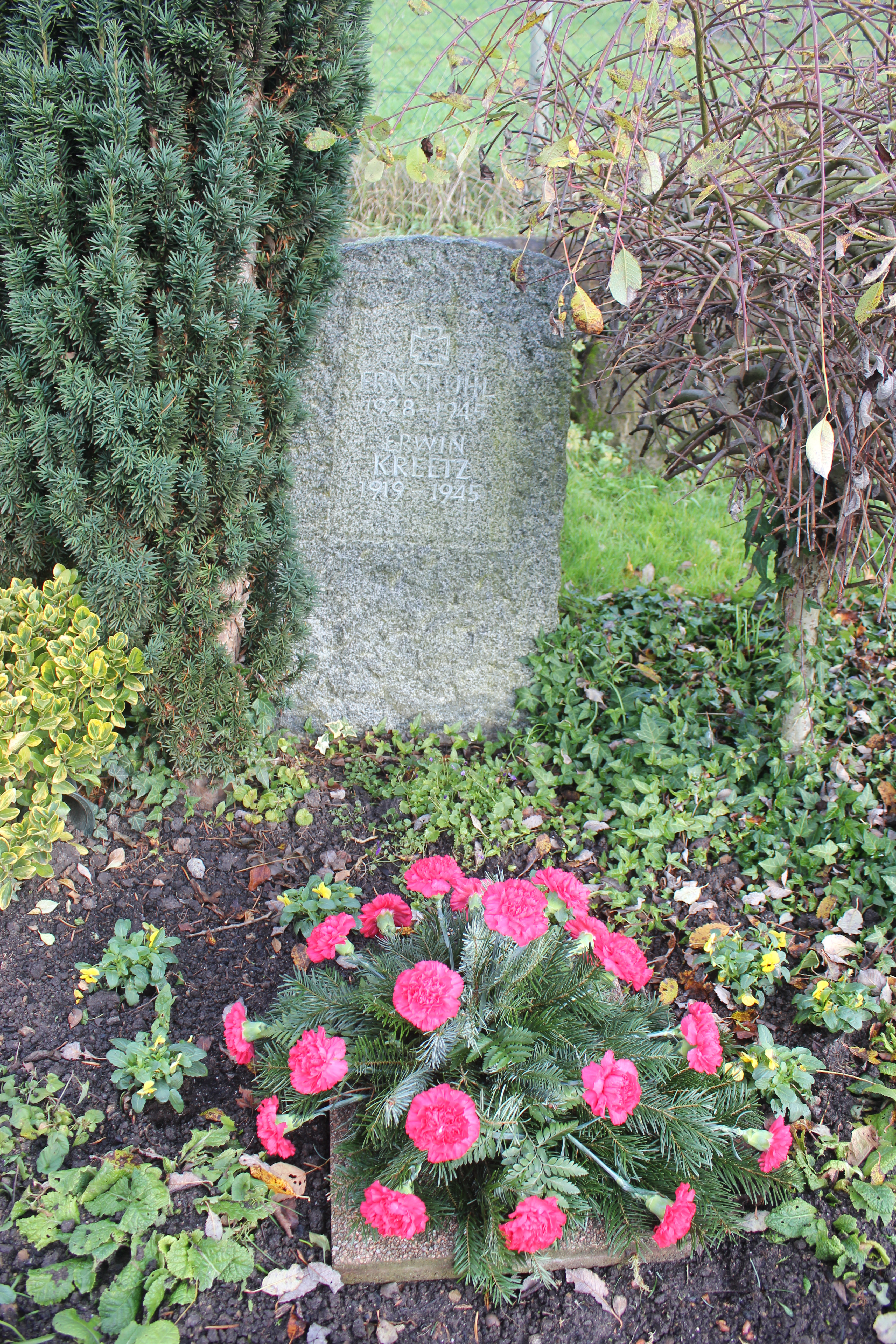
Grab von Erwin Kreetz

Am 17. April 1945 wurde Erwin Kreetz zur Exekution in den Steinbruch unterhalb der Burg Schaubeck, zwischen Kleinbottwar und Steinheim an der Murr gebracht.
Dem Ortspfarrer Lamparter wurde durch General von Mühlen nicht erlaubt, der Exekution beizuwohnen. Im Kleinbottwarer Sterbebuch wurde vermerkt, dass ein geistlicher Beistand verweigert wurde.
Das Erschießungskommando bestand aus 6 bis 8 Divisionsangehörigen. Nach dem nochmaligen Verlesen des Todesurteils wurde der letzte Wunsch nach einer Zigarette abgelehnt. Unmittelbar danach wurde der an einen Pfahl gebundene Erwin Kreetz erschossen. Anschließend mussten zwei italienische Fremdarbeiter den Erschossenen im Steinbruch verscharren. Ein christliches Begräbnis auf dem Friedhof wurde verboten.

## Nach dem Zweiten Weltkrieg

### Umbettung
Am 9. Mai 1945 wurde Erwin Kreetz Leichnam von zwei Kleinbottwarer Männern ausgegraben und anschließend auf dem Friedhof Kleinbottwar unter Anteilnahme von 20 bis 30 Ortsansässigen beigesetzt.

### Gedenken
Seit vielen Jahren wird am Volkstrauertag an Erwin Kreetz an seinem Grab auf dem Friedhof Kleinbottwar gedacht.
Seit 1989 steht auf Initiative des damaligen Steinheimer Bürgermeisters Alfred Ulrich oberhalb der Exekutionsstelle ein Gedenkstein.